# Andrzej Tretyn
Andrzej Tretyn (ur. 12 kwietnia 1955 w Mielęcinie) – polski biolog, profesor nauk biologicznych, specjalista w zakresie biologii komórki, cytofizjologii, elektrofizjologii i fotomorfogenezie roślin, a także w biotechnologii medycznej i molekularnej cytofizjologii roślin. Profesor Uniwersytetu Mikołaja Kopernika w Toruniu i rektor tej uczelni w kadencjach 2012–2016, 2016–2020 oraz 2024–2028.

## Życiorys
W 1974 roku ukończył I Liceum Ogólnokształcące im. Ziemi Kujawskiej we Włocławku i podjął studia biologiczne na Uniwersytecie Mikołaja Kopernika w Toruniu. Ukończył je w 1978 roku pod kierunkiem Alicji Górskiej-Brylass. W latach 1978–1981 kontynuował naukę na studiach doktoranckich na Uniwersytecie Wrocławskim. Stopień doktora uzyskał na UWr w 1983 roku. Tematem rozprawy doktorskiej był Wpływ humianu sodu i faniny chińskiej na ultrastrukturę komórki i na enzymy związane z membranami i ścianą komórkową, a jej promotorem Stefan Gumiński.
W 1981 roku Andrzej Tretyn został zatrudniony na UMK. Stopień doktora habilitowanego nauk przyrodniczych w zakresie biologii uzyskał w 1991 roku na tej uczelni, na podstawie rozprawy Badania nad rolą acetylocholiny w mechanizmie działania fitochromu. Tytuł profesora nauk biologicznych otrzymał w 1996 roku.
Na UMK został kierownikiem Katedry Fizjologii Roślin i Biotechnologii. Od 1999 roku do 2005 roku pełnił funkcję dziekana Wydziału Biologii i Nauk o Ziemi. W 2005 roku został prorektorem UMK ds. badań naukowych i współpracy z zagranicą.
13 marca 2012 roku, głosami 121 elektorów (przy 112 głosach za profesorem Andrzejem Radzimińskim i 4 głosach wstrzymujących się), został wybrany na rektora Uniwersytetu Mikołaja Kopernika. Kadencję rozpoczął 1 września tegoż roku. 10 marca 2016 roku został ponownie wybrany na rektora na kadencję 2016–2020 (166 głosów za, 53 przeciw, 12 wstrzymujących się). 12 marca 2024 roku został ponownie wybrany na funkcję rektora UMK na czteroletnią kadencję od 1 września 2024 roku (otrzymał 142 głosy, jego konkurenta Wojciecha Wysotę poparło wówczas 104 elektorów).

## Wybrane publikacje
- Fitochrom i morfogeneza roślin (1992, wraz z Janem Kopcewiczem i Mariuszem Cymerskim, ISBN 83-01-10933-5)
- Brassinosteroidy – hormony roślinne (2003, wraz z Andrzejem Bajguzem, ISBN 83-231-1638-5)

## Wyróżnienia
- Medal „Thorunium” (2020)[5]